# Hattelmalanharju
Hattelmalanharju est un esker du nord du Salpausselkä, qui est située dans la partie sud de la ville de Hämeenlinna en Finlande,.

## Présentation
Hattelmalanharju sépare les quartiers Hattelmala et Kankaantausta. 
La superficie de l'esker est de 39 hectares et il y a une vue surplombante de la ville d'Hämeenlinna. 
Une tour d'observation est construite sur le point le plus élevé de la crête.
Depuis 1965, 25 hectares de l'esker sont protégés.
Il fait aussi partie du programme national de protection des crêtes et des forêts et est marqué SU1 dans le plan régional de Häme.